# Crešnevo
Crešnevo (makedonska: Црешнево) är ett samhälle i Nordmakedonien.   Det ligger i kommunen Makedonski Brod, i den centrala delen av landet, 40 kilometer söder om huvudstaden Skopje. Crešnevo ligger 811 meter över havet och antalet invånare är 358.